# Idiom Neutral
L'Idiom Neutral è una lingua ausiliaria internazionale pubblicata nel 1902 dall'Accademia Internazionale della Lingua Universale (Akademi Internasional de Lingu Universal) sotto la supervisione di Waldemar Rosenberger, un ingegnere di San Pietroburgo.

## Storia
L'Accademia, creata nell'agosto 1887, con il nome di Kadem bevünetik volapüka (Accademia Internazionale di Volapük), in un congresso a Monaco, era stata creata per conservare e perfezionare la lingua ausiliaria Volapük. Sotto la guida di Rosenberger, divenuto direttore dell'Accademia nel 1892, il gruppo cominciò però a fare consistenti cambiamenti nella grammatica e nel vocabolario Volapük. Il vocabolario fu quasi completamente rimpiazzato da parole che assomigliavano maggiormente a quelle usate dai linguaggi europei occidentali, e un certo numero di forme grammaticali poco comuni a queste lingue vennero scartate.
I molti cambiamenti portarono alla creazione di una nuova lingua vera e propria che fu chiamata “Idiom Neutral” (che significa “l'idioma neutrale” o “il linguaggio neutrale”). Nel 1898 il nome dell'Accademia venne quindi cambiato in Akademi Internasional de Lingu Universal e da quell'anno le circolari dell'Accademia furono sempre scritte ricorrendo all'utilizzo di quel nuovo linguaggio.
Dizionari e grammatiche dell'Idiom Neutral furono pubblicate in parecchie lingue europee tra il 1902 e il 1903.
Il linguaggio, suscitò subito grande interesse ed entusiasmo tra coloro che erano interessati alla creazione di una lingua internazionale. Rosenberger pubblicò un periodico in lingua, denominato Progres, e nel 1907, l'Idiom Neutral divenne uno dei progetti presi in considerazione dal comitato di linguisti e scienziati fondato dalla Delegazione per l'adozione di una lingua ausiliaria internazionale, riunitosi a Parigi per selezionare il miglior candidato di lingua universale (La lingua scelta fu però l'Ido).
Nel 1908 l'Accademia scelse di abbandonare l'Idiom Neutral in favore del latino sine flexione, una variante semplificata del latino, sviluppato dal matematico italiano Giuseppe Peano. Peano fu nominato direttore dell'Accademia, che cambiò nome in Academia pro Interlingua (Interlingua era un nome alternativo del latino sine flexione, da non confondersi con la più famosa interlingua della IALA). 
Nel 1912, infine, Rosenberger pubblicò una versione riformata dell'Idiom Neutral chiamata Reform-Neutral.

## Grammatica
Quanto segue è un riassunto non esaustivo della grammatica dell'Idiom Neutral. Non descrive tutta la grammatica della lingua.

### Scrittura e pronuncia
L'Idiom Neutral viene scritto utilizzando 22 lettere dell'alfabeto latino; le lettere q, w, x, e z non vengono utilizzate. Le cinque vocali (a, e, i, o, u) vengono pronunciate come in spagnolo o in italiano. Quando due vocali sono affiancate vanno pronunciate separatamente, non come se si trattasse di un dittongo. Le consonanti sono pronunciate come in italiano, ma tenendo conto che c è sempre pronunciata dolce come in cielo, g è sempre dura come in gatto, j è pronunciata come in francese (es. jour). La combinazione sh è pronunciata come in inglese, ossia come il gruppo sc nella parola italiana sci.
L'accento tonico cade sulla vocale che precede l'ultima consonante. Se non ci sono vocali che precedono l'ultima consonante (ad esempio via), l'accento cade sulla prima vocale. In pochi casi è l'ultima vocale di una parola ad essere accentata, in questo caso viene posto un accento acuto sull'ultima vocale (ad esempio, idé idea). Questi accenti sono gli unici segni diacritici usati nell'Idiom Neutral.

### Nomi e aggettivi
A differenza dell'Esperanto e dell'Ido, i sostantivi possono terminare con qualsiasi lettera. Il plurale viene formato aggiungendo la lettera i in fine di parola.
Anche gli aggettivi possono terminare con qualsiasi lettera. Generalmente seguono il sostantivo cui si riferiscono e non concordano in numero con esso. Ad esempio kaset grand scatola grande, kaseti grand scatole grandi.
La comparazione degli aggettivi e degli avverbi è fatta nei modi seguenti: plu ... kam (più ... di), tale ... kuale (così ... come) e leplu (il più, superlativo).

### Verbi
I verbi sono coniugati secondo lo schema seguente, che prende ad esempio il verbo amar amare in forma attiva. Le desinenze non cambiano con le persone ed i numeri, ad eccezione del modo imperativo.
Infinito: amar amare

Presente: mi am io amo

Imperfetto: mi amav io amavo

Futuro: mi amero io amerò

Passato prossimo: mi av amed io ho amato

Trapassato prossimo: mi avav amed io avevo amato

Futuro anteriore: mi avero amed io avrò amato

Condizionale presente: mi amerio io amerei

Condizionale passato: mi averio amed io avrei amato

Imperativo, seconda persona singolare: ama! ama!

Imperativo, seconda persona plurale: amate! amate!

Imperativo, prima persona plurale: amam! amiamo!

Participio presente: amant amante

Participio passato: amed amato
La forma passiva è formata con in verbo esar essere ed il participio passato: mi es amed io sono amato, mi averio esed amed io sarei stato amato, etc.
Non c'è declinazione per un modo congiuntivo o volitivo. Nelle espressioni di desiderio viene utilizzato il presente; ad esempio mi desir ke il am io voglio che lui ami; ila demandav ke vo lekt it lei chiedeva che voi lo leggeste.

### Altre parti del linguaggio
Non c'è articolo, né definito, né indefinito.
Gli avverbi possono essere formati dagli aggettivi aggiungendo e in fine di parola. Alcune preposizioni sono formate aggiungendo u in fine di parola, ad esempio relativu relativo a dall'aggettivo relativ relativo.

## Testi d'esempio

### IlPadre nostro
(Idiom Neutral, 1902):
Nostr Patr kel es in sieli
Ke votr nom es sanctifiked
Ke votr regnia veni
Ke votr volu es fasied
Kuale in siel, tale et sur ter
Dona sidiurne a noi nostr pan omnidiurnik
E pardona a noi nostr debti
Kual et noi pardon a nostr debitatori
E no induk a noi in tentasion
Ma librifika noi da it mal
(Reform neutral, 1907):
Nostr Patr qui es in cieli
Que votr nom es santificat
Que votr regnia veni
Que votr voluntat es facit
Quale in ciel tal anque su terr
Dona nos hodie nostr pan quotidian
E pardona nos nostr debti
Qual anque noi pardona nostr debenti
E non induca nos in tentasion
Ma librifica nos da it mal

### Frasi
(Gli apparecchi devono essere indirizzati al capo della stazione di san Pietroburgo e devono essere assicurati da voi e dal vostro cliente; se gli apparecchi o parti di loro saranno rovinate o perse nel viaggio, dovete inviarne immediatamente altri, al posto degli apparecchi e di parti rovinate o perso.)
(La pubblicazione di Idiom Neutral interesserà vostro figlio, che colleziona francobolli, perché quest'idioma è una lingua pratica per la corrispondenza con collezionisti in altri paesi.)